# ژیروسکوپ ضد غلتش

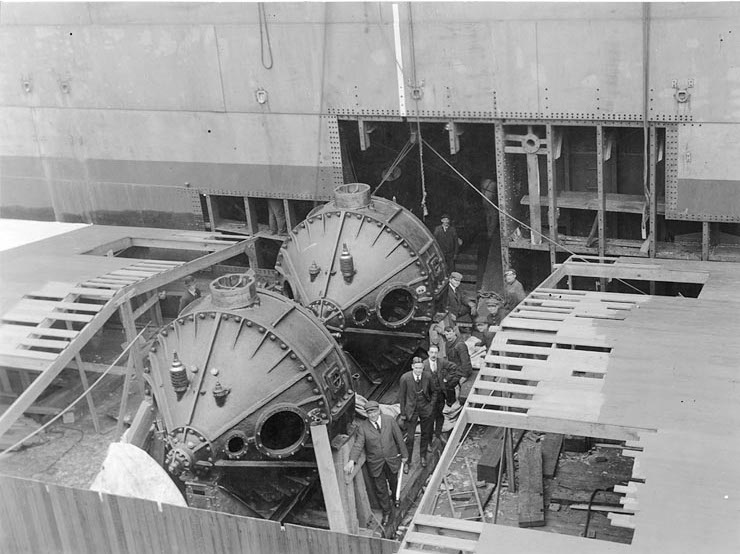
نمایی از دو ژیروسکوپ تثبیت کننده غلتکی ۲۵تُنی در حین ساخت در سال ۱۹۱۷. این سیستم بر روی کشتی حمل‌ونقل USS Henderson نصب‌شد و اولین کشتی بزرگی بود که از تثبیت‌کنندهٔ ژیروسکوپی استفاده کرد. - آوریل ۱۹۱۷

ژیروسکوپ ضد غلتش (انگلیسی: Anti-rolling gyro) یا ژیروسکوپ‌های تثبیت کننده کشتی یک فناوری است که در قرن نوزدهم و اوایل قرن بیستم توسعه یافت و برای تثبیت حرکت غلتشی در کشتی‌های اقیانوس پیما استفاده شد. در این کاربرد به دلیل کاهش هزینه و وزن، از پره‌های تثبیت کننده غلتکی هیدرودینامیکی استفاده کرد. با این حال، از دهه ۱۹۹۰، علاقه مجددی به دستگاه برای تثبیت رول با سرعت پایین کشتی‌ها (Seakeeper, Quick MC2، و غیره) وجود دارد. برخلاف باله‌های سنتی، ژیروسکوپ برای ایجاد یک لحظه تثبیت کننده غلتک به سرعت پیشروی کشتی متکی نیست و بنابراین می‌تواند قایق‌های موتوری را در حین لنگر انداختن تثبیت کند. با این حال، آخرین نسل از تثبیت‌کننده‌های باله‌های «سرعت صفر» (CMC, Humphree، و غیره) می‌توانند قایق‌های بادبانی را در حین لنگر انداختن به لطف غیرمرکز بودنشان نسبت به شفت تثبیت کنند.
کشتی حمل و نقل جنگ جهانی اول USS Henderson که در سال ۱۹۱۷ تکمیل شد، اولین کشتی بزرگ با تثبیت کننده‌های ژیروسکوپی بود. این دو فلایویل ۲۵ تنی به قطر ۹ فوت (۲٫۷ متر) داشت که در نزدیکی مرکز کشتی نصب شده بودند که با موتورهای AC 75 اسب بخار (۵۶ کیلووات) با سرعت ۱۱۰۰ دور در دقیقه می‌چرخیدند. جعبه‌های ژیروسکوپ بر روی یاتاقان‌های عمودی نصب شده بودند. هنگامی که یک ژیروسکوپ سنسور کوچک روی پل یک غلت را حس می‌کند، یک سروموتور ژیروسکوپ‌ها را حول یک محور عمودی در یک جهت می‌چرخاند تا فشردگی آنها با غلتش خنثی کند. در آزمایش‌ها این سیستم توانست در ناآرام‌ترین دریاها غلتش را تا ۳ درجه کاهش دهد.
یکی از معروف‌ترین کشتی‌هایی که برای اولین بار از ژیروسکوپ ضد غلت استفاده کرد، کشتی مسافربری ایتالیایی SS Conte di Savoia بود که برای اولین بار در نوامبر ۱۹۳۲ حرکت کرد. این کشتی دارای سه چرخ طیار با قطر ۱۳ فوت و وزن ۱۰۸ تن بود.
تثبیت کننده ژیروسکوپی کشتی معمولاً با محدود کردن محور رول ژیروسکوپ عمل می‌کند و به آن اجازه می‌دهد تا در محورهای گام یا انحراف «پیشرفت» کند. اجازه دادن به آن در هنگام غلتیدن کشتی باعث می‌شود که روتور چرخان آن یک گشتاور تثبیت کننده غلتک متقابل را نسبت به موج ایجاد شده در بدنه کشتی ایجاد کند. توانایی آن برای انجام مؤثر این کار به طیفی از عوامل بستگی دارد که شامل اندازه، وزن و حرکت زاویه ای آن است. همچنین تحت تأثیر دوره چرخش کشتی است. تأسیسات مؤثر کشتی به روتورهایی نیاز دارند که وزنی در حدود ۳ تا ۵ درصد از جابجایی کشتی داشته باشند.
بر خلاف باله‌های تثبیت کننده غلتکی هیدرودینامیکی، تثبیت کننده ژیروسکوپی کشتی فقط می‌تواند یک گشتاور تثبیت کننده غلتک محدود تولید کند که ممکن است با افزایش ارتفاع موج از آن فراتر رود. در غیر این صورت، توصیه سازنده به عدم استفاده از دستگاه در دریا در امواج بزرگ غیرعادی نیست.
به جای ایجاد تثبیت، می‌توان از همان فناوری به روشی فعال برای کنترل جهت‌گیری استفاده کرد، همان‌طور که ژیروسکوپ‌های لحظه ای کنترلی در فضاپیماها انجام می‌دهند تا کنترل نگرش را فراهم کنند.